# Liste der Nummer-eins-Hits in Frankreich (1961)
Diese Liste enthält alle Nummer-eins-Hits in Frankreich im Jahr 1961. Es gab in diesem Jahr zehn Nummer-eins-Singles.
| - Dalida - Itsi bitsi petit bikini - 4 Wochen (12. Dezember 1960 – 8. Januar 1961) - Johnny Hallyday - Kili Watch - 1 Woche (9. Januar – 15. Januar) - André Verchuren - Les Fiancée d'Auvergne - 1 Woche (16. Januar – 22. Januar, insgesamt 22 Wochen) - Édith Piaf - Non, je ne regrette rien - 3 Wochen (23. Januar – 12. Februar, insgesamt 7 Wochen) - Richard Anthony - Tu parles trop - 2 Wochen (13. Februar – 26. Februar, insgesamt 3 Wochen) - Édith Piaf - Non, je ne regrette rien - 1 Woche (27. Februar – 5. März, insgesamt 7 Wochen) - Richard Anthony - Tu parles trop - 1 Woche (6. März – 12. März, insgesamt 3 Wochen) - André Verchuren - Les Fiancée d'Auvergne - 13 Wochen (13. März – 11. Juni, insgesamt 22 Wochen) - Édith Piaf - Non, je ne regrette rien - 3 Wochen (12. Juni – 2. Juli, insgesamt 7 Wochen) - André Verchuren - Les Fiancée d'Auvergne - 8 Wochen (3. Juli – 27. August, insgesamt 22 Wochen) - Charles Aznavour - Il faut savoir - 2 Wochen (28. August – 10. September) - Les Chaussettes noires - Daniela - 3 Wochen (11. September – 1. Oktober) - Les Compagnons de la chanson - Le marches des anges - 6 Wochen (2. Oktober – 12. November) - Johnny Hallyday - Viens danser le Twist - 3 Wochen (13. November – 3. Dezember, insgesamt 7 Wochen; → 1962) - Henri Tisot - L'auto-circulation - 6 Wochen (4. Dezember 1961 – 12. Januar 1962) |